# ワイルド・チェリー
ワイルド・チェリー（Wild Cherry）は、アメリカ合衆国の白人ブルー・アイド・ソウル/ディスコ・バンド。1970年代に活動し、「プレイ・ザット・ファンキー・ミュージック」の大ヒットで有名。

## 来歴
中心人物のロブ・パリッシは、1960年代からプロのミュージシャンとして活動し、1970年頃に故郷オハイオ州でワイルド・チェリーを結成。1972年にデビューしたが、全くの不発に終わった。
1976年、Sweet Cityというレーベルと契約。同社はエピック・レコードが配給を担当しており、実質的にはメジャー・デビューであった。そして、再デビュー曲「プレイ・ザット・ファンキー・ミュージック」が全米1位・全英7位のヒット。この曲は後にハードロック・バンドのサンダーがカバーしている。日本ではDANCE☆MANによって、「よくある名字『斉藤』」としてカバーされている。バンドは、フォガット、モリー・ハチェットらと共演している。
3作目『アイ・ラヴ・マイ・ミュージック』発表後、大幅なメンバー・チェンジが起こり、バンドは失速。また、Sweet Cityが倒産したこともあって、バンドは1979年に解散した。
2001年、映画『エボリューション』で、「プレイ・ザット・ファンキー・ミュージック」が劇中歌として使用された。

## メンバー

### 最終ラインナップ
- ロブ・パリッシ (Rob Parissi) – ボーカル、ギター (1970年–1979年)
- ドニー・アイリス (Donnie Iris) – ギター、ボーカル (1978年–1979年)
- クック・ミハルチック (Cooke Michalchick) – ベース、ボーカル (1978年–1979年)
- ロナルド・ビートル (Ronald Beitle) – ドラム、パーカッション (1975年–1979年)
- マーク・アヴセック (Mark Avsec) – キーボード (1975年–1979年)

### 旧メンバー
- ベン・ディファビオ (Ben Difabbio) – ドラム、ボーカル (1970年–1975年)
- ルイ・オッソ (Louie Osso) – ギター、ボーカル (1970年–1973年)
- ラリー・ブラウン (Larry Brown) – ベース、ボーカル (1970年–1973年)
- クーギー・ストダート (Coogie Stoddart) – ギター、ボーカル (1973年–1975年、1977年–1978年)
- ジョー・バックメルター (Joe Buchmelter) – ベース (1973年)
- バッキー・ラスク (Bucky Lusk) – ベース (1973年–1975年)
- アレン・ウェンツ (Allen Wentz) – ベース、シンセサイザー、ボーカル (1975年–1978年)
- ブライアン・バセット (Bryan Bassett) – ギター (1975年–1978年)

## ディスコグラフィ

### スタジオ・アルバム
- 『プレイ・ザット・ファンキー・ミュージック』 - Wild Cherry (1976年、Epic)
- 『エレクトリック・ファンク』 - Electrified Funk (1977年、Epic)
- 『アイ・ラヴ・マイ・ミュージック』 - I Love My Music (1978年、Epic)
- 『ワイルド・サーバイブ』 - Only The Wild Survive (1979年、Epic)

### コンピレーション・アルバム
- Play the Funk (2000年)
- 『ベスト・オブ・ワイルド・チェリー』 - Super Hits (2002年)